# Lago Colony
Lago Colony is een wijk van Seroe Colorado in de regio San Nicolas Zuid op Aruba. De wijk was gebouwd voor de huisvesting van de werknemers van Lago Oil & Transport Co. Ltd. Op een paar huizen en een kerk na is er niet veel overgebleven.

## Geschiedenis
In 1924 begon Lago Oil & Transport Co. Ltd., een dochteronderneming van Esso, een olieoverslagbedrijf in Aruba. In 1928 begon de constructie van een olieraffinaderij bij Sint Nicolaas. Lago werd de belangrijkste werkgever van Aruba, en woonwijken werden gebouwd om het personeel te huisvesten. De wijken werden aangelegd volgens het principe van rassensegregatie. Lago Colony was bedoeld voor de Amerikaanse, Nederlandse en Europese werknemers. De wijken Lago Heights en Esso Heights waren bestemd voor het overig personeel.
Lago Colony was een bungalowwijk met een Amerikaanse highschool, een ziekenhuis, een eigen politie, en een protestantse kerk. Op het hoogtepunt telde Lago Colony 3.500 inwoners. De Esso Club werd opgericht als het sociale hart van de wijk, maar werd in 1942 door brand verwoest. Later werden de duinen aan de kust weggegraven en Baby Beach aangelegd. Aan het strand werd de New Esso Club gebouwd.
Het aantal medewerkers op de olieraffinaderij begon langzaam af te nemen. Begin jaren 1980 telde het bedrijf nog maar 1.350 medewerkers, en in 1985 werd het gesloten. Een gering aantal bungalows kreeg een andere bestemming, maar in 2006 was het grootste gedeelte van Lago Colony gesloopt. In 1994 werd door Esso bij de kerk een monument opgericht voor de Lago Colony. Het bijschrift is omstreden omdat er met geen woord wordt gerept over rassensegregatie en de toegangspoortjes. De wijken Lago Heights en Esso Heights zijn een onderdeel geworden van de Sint Nicolaas en bestaan nog steeds.

## Galerij

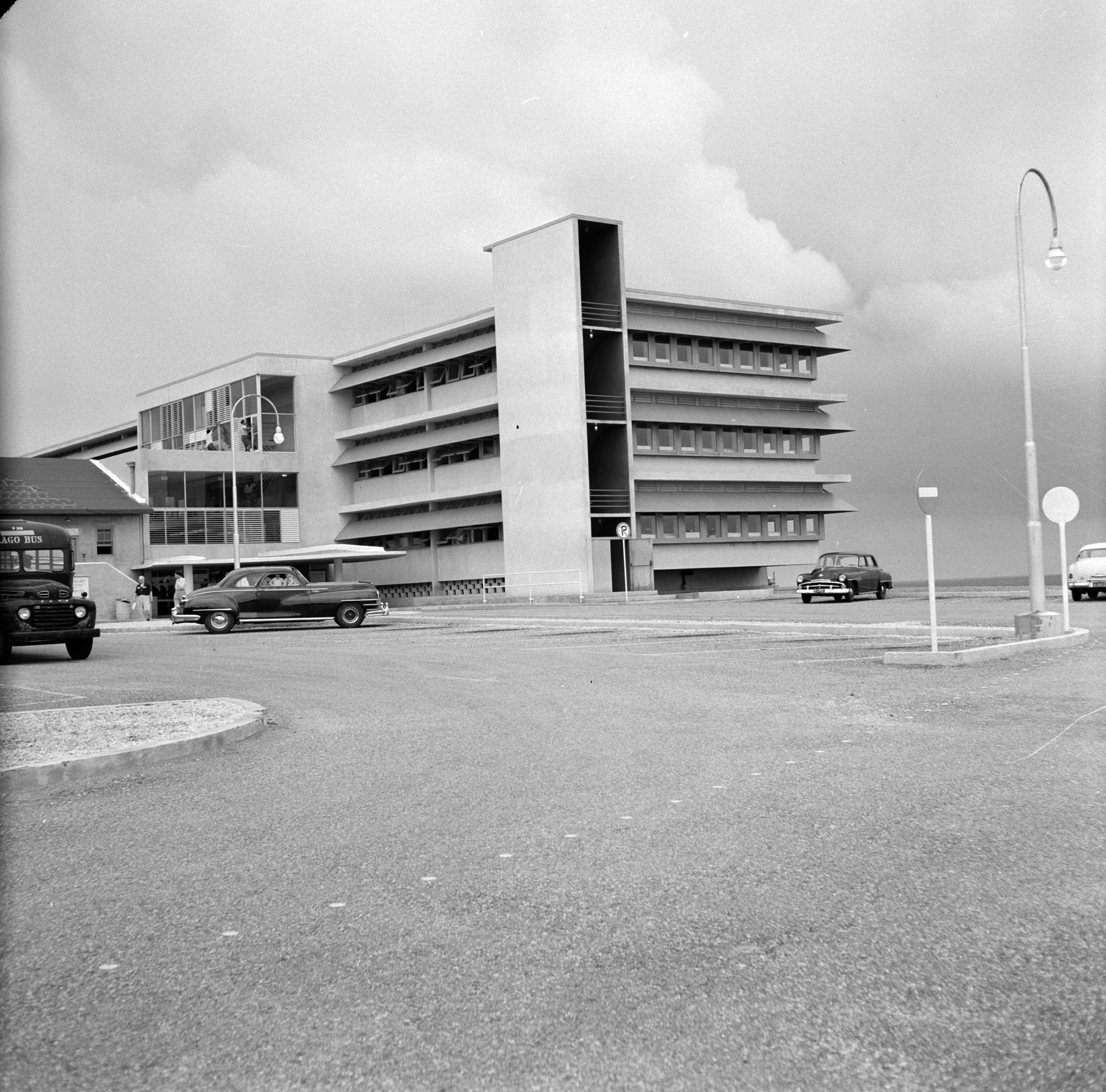
Het ziekenhuis van Lago Colony (1955)
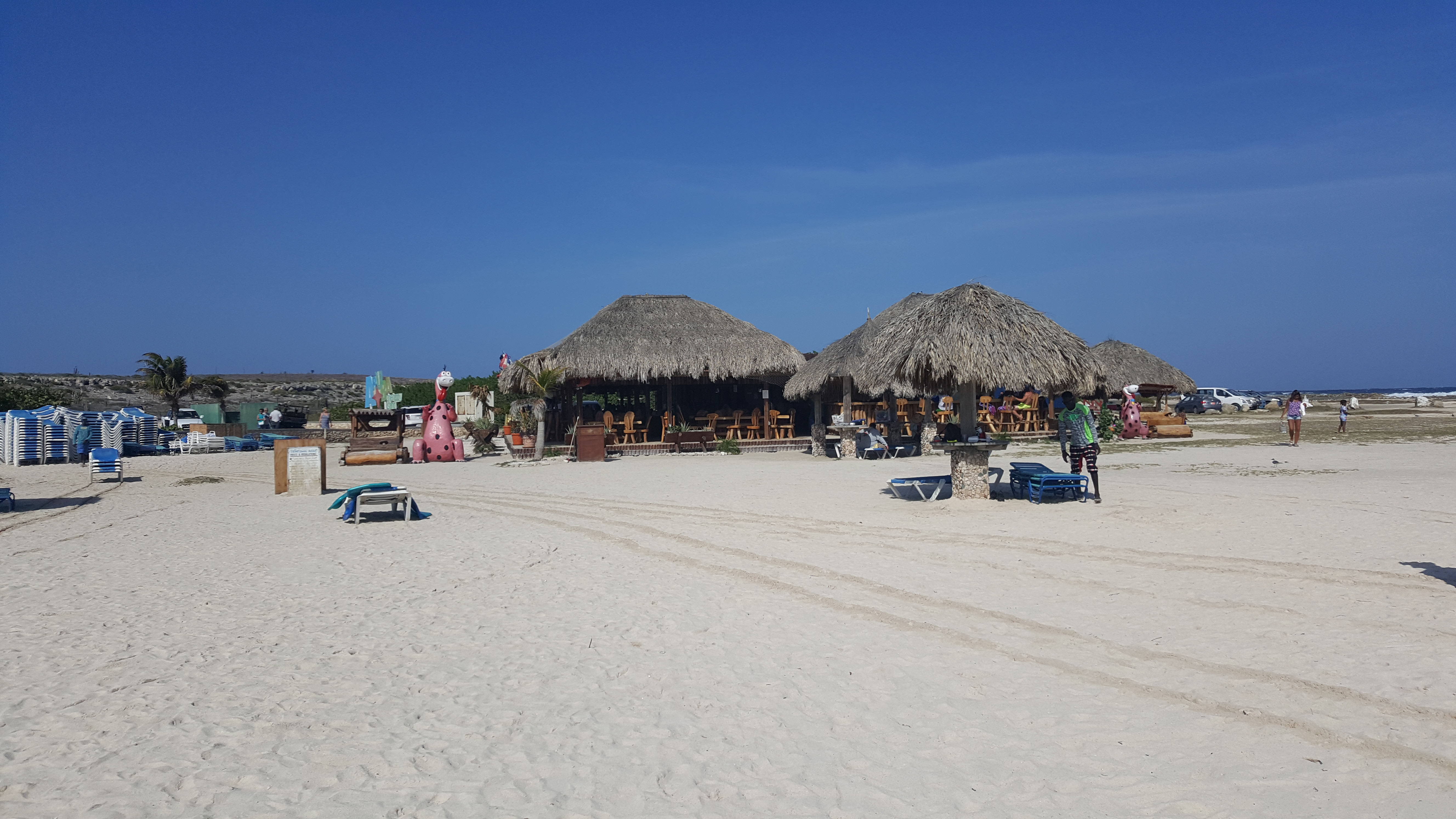
Baby Beach met het voormalige New Esso Club
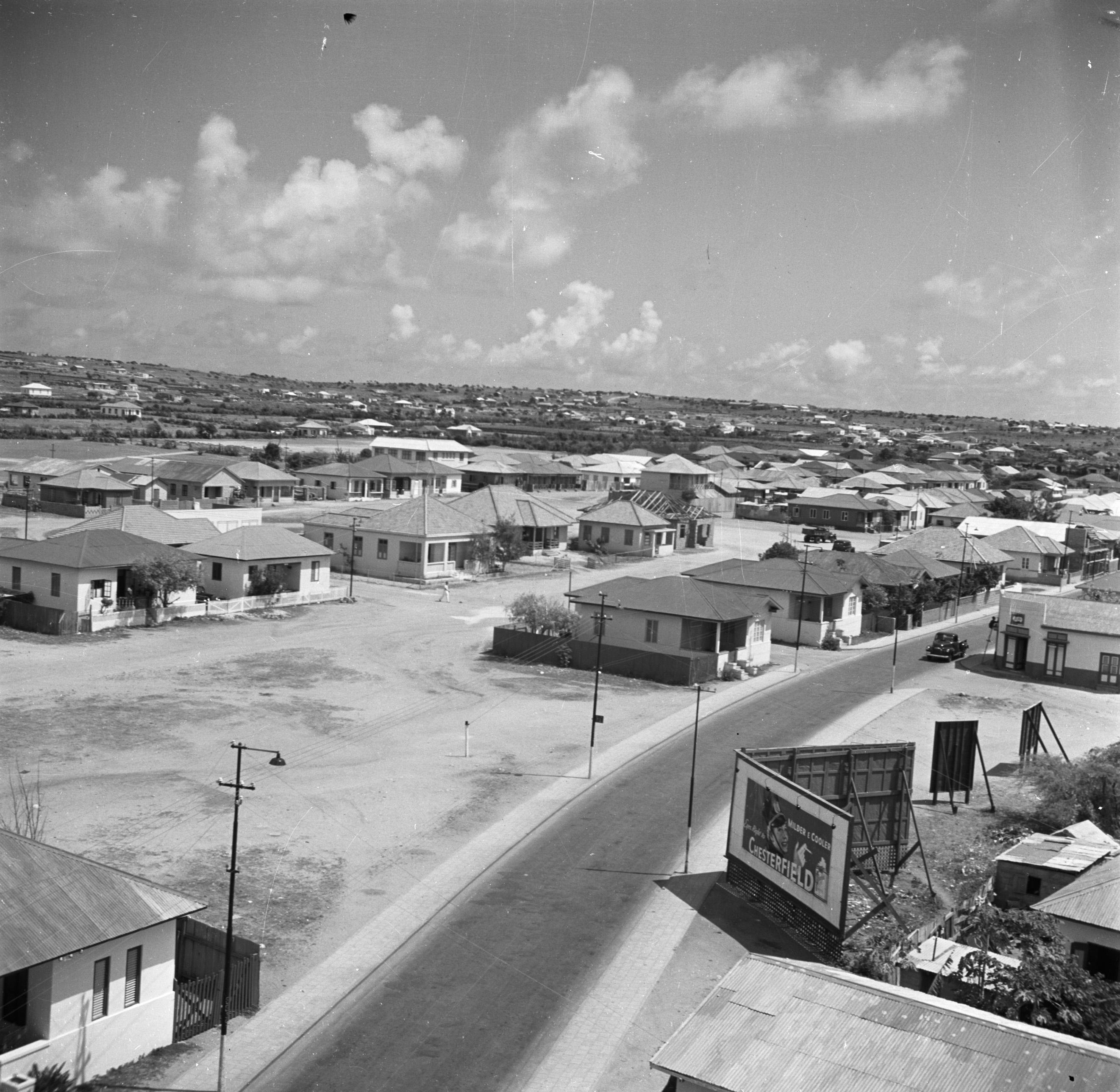
Lago Colony (1947)
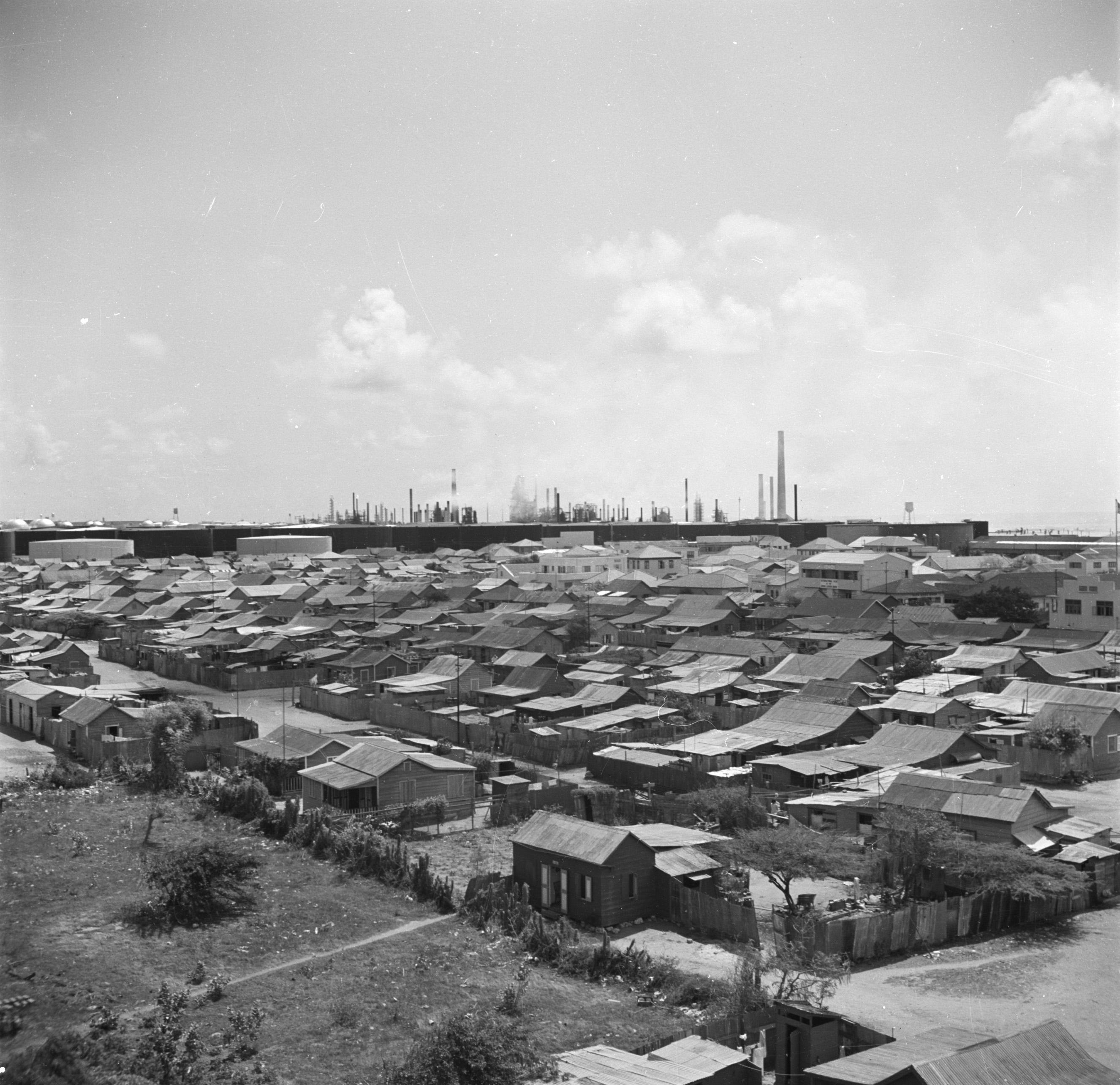
Lago Heights (1947)